# Ascesa al monte Ventoso

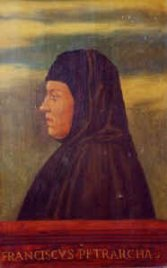
Ritratto di Francesco Petrarca

A Dionigi da San Sepolcro dell'ordine di Sant'Agostino e professore della Sacra Pagina. Sui propri affanni., comunemente nota come Ascesa al monte Ventoso, è una lettera scritta da Francesco Petrarca in latino, raccolta nelle Familiares (IV, 1). Narra l'ascesa del mont Ventoux compiuta dal poeta e dal fratello Gherardo tra il 24 e il 26 aprile 1336. Per quanto rechi in calce l'indicazione «Malaucena, 26 aprile 1336», insigni studiosi, quali Giuseppe Billanovich e Hans Baron, hanno dimostrato come la composizione (o almeno una possibile rielaborazione) sia da posticipare al 1352 o al 1353.
Il documento è indirizzato all'amico Dionigi di Borgo San Sepolcro, frate agostiniano e teologo che aveva regalato al Petrarca una copia delle Confessioni di Sant'Agostino, opera che influenzò molto il poeta e che nella lettera viene citata quando Francesco, giunto in vetta, ne legge un passaggio.
Numerose frasi nel testo di Petrarca prendono spunto dall'opera di Virgilio, autore molto amato dal poeta.

## Contenuto
Petrarca comunica all'amico Dionigi da Borgo San Sepolcro di essersi finalmente accinto a scalare il monte «chiamato giustamente Ventoso». In effetti, avendo vissuto per lungo tempo nella limitrofa zona di Valchiusa ed Avignone, già da molti anni si è prefissato questo obiettivo. Infine, leggendo un passo di Livio secondo cui Filippo, giunto sulla sommità del tessalo monte Emo, dichiarò di aver visto l'Adriatico da un lato e l'Eusino (cioè il Mar Nero) dall'altro, decide di intraprendere l'impresa. Dopo aver valutato chi potesse essere l'accompagnatore migliore, decide di proporre la gita al fratello minore Gherardo, che accetta con entusiasmo.
L'ascesa si rivela subito difficile: il percorso è infatti ripido, scosceso e pieno di sassi. Gherardo si arrampica ugualmente con facilità ed estrema destrezza, mentre Francesco è costretto a fermarsi numerose volte per la fatica. In realtà il poeta è in grave crisi spirituale e il suo cammino è impedito perché il suo animo è occupato dalla passione e dall'attaccamento ai beni mondani anziché rivolto interamente a Dio e alle cose spirituali. Invece il fratello Gherardo, fattosi monaco giovanissimo, è più avvantaggiato. Alla fine Francesco riesce ad arrivare in cima, simbolo della meta verso Dio, e per ringraziarlo legge un passo delle Confessioni. Aperto il libro a caso si imbatte in una riflessione di alto e significativo valore simbolico: «e vanno gli uomini a contemplare le cime dei monti, i vasti flutti del mare, le ampie correnti dei fiumi, l'immensità dell'oceano, il corso degli astri e trascurano sé stessi».

## Musica
Parti dell’Ascesa al Monte Ventoso sono state musicate da Mirco De Stefani nella raccolta Canzoni dal Monte Ventoso per coro a 12 voci maschili a cappella, dedicata all'Ensemble Odhecaton.